# Politique étrangère du Togo
La politique étrangère du Togo se nourrit des liens historiques et culturels avec l'Europe occidentale, en particulier la France et l'Allemagne. Le Togo est membre du Commonwealth et échange des hauts-commissaires avec d'autres pays de cette communauté. II traite avec la république populaire de Chine, la Corée du Nord et le Cuba. Ses relations sont rétablies avec Israël en 1987. 
Le Togo mène une diplomatie pacifique dans les affaires régionales en Afrique de l’Ouest et au sein de l’Union africaine. Les relations entre le Togo et les États voisins sont généralement bonnes.

## Relations diplomatiques
Les pays en relations diplomatiques avec le Togo :
| #  | Pays                             | Date              |
| -- | -------------------------------- | ----------------- |
| 1  | France                           | 27 avril 1960     |
| 2  | Allemagne                        | 27 avril 1960     |
| 3  | Royaume-Uni                      | 27 avril 1960     |
| 4  | États-Unis                       | 27 avril 1960     |
| 5  | Russie                           | 1er mai 1960      |
| 6  | Suisse                           | 19 juillet 1960   |
| 7  | Liberia                          | 29 juillet 1960   |
| 8  | Israël                           | 8 septembre 1960  |
| 9  | Égypte                           | 20 septembre 1969 |
| 10 | Serbie                           | 7 novembre 1960   |
| 11 | République tchèque               | 2 décembre 1960   |
| 12 | Japon                            | 4 avril 1961      |
| 13 | Guinée                           | 7 septembre 1961  |
| 14 | Pays-Bas                         | 5 octobre 1961    |
| 15 | Italie                           | 1961              |
| 16 | Belgique                         | 1961              |
| 17 | Canada                           | 7 juin 1962       |
| 18 | Liban                            | 7 juin 1962       |
| 19 | Inde                             | 31 août 1962      |
| 20 | Brésil                           | 26 octobre 1962   |
| 21 | Niger                            | 26 octobre 1962   |
| 22 | Turquie                          | 6 décembre 1962   |
| 23 | Pologne                          | 26 décembre 1962  |
| 24 | Nigeria                          | 1962              |
| 25 | Ghana                            | 21 janvier 1963   |
| 26 | Corée du Sud                     | 26 juillet 1963   |
| 27 | Pakistan                         | 8 mai 1964        |
| 28 | Espagne                          | 22 octobre 1965   |
| 29 | Tunisie                          | 1965              |
| 30 | Danemark                         | 21 juin 1968      |
| 31 | Gabon                            | 21 juin 1968      |
| 32 | Mali                             | 1969              |
| 33 | Hongrie                          | 22 juin 1968      |
| 34 | République démocratique du Congo | 13 juillet 1970   |
| 35 | Autriche                         | 1970              |
| 36 | Roumanie                         | 12 janvier 1971   |
| 37 | Norvège                          | 10 janvier 1972   |
| 38 | Luxembourg                       | 7 mars 1972       |
| 39 | Chine                            | 19 septembre 1972 |
| 40 | Zambie                           | 5 janvier 1973    |
|    |                                  |                   |
|    |                                  |                   |
|    |                                  |                   |
|    |                                  |                   |
|    |                                  |                   |
|    |                                  |                   |
|    |                                  |                   |
|    |                                  |                   |
|    |                                  |                   |
|    |                                  |                   |
|    |                                  |                   |
|    |                                  |                   |
|    |                                  |                   |
|    |                                  |                   |
|    |                                  |                   |
|    |                                  |                   |
|    |                                  |                   |

## Relations bilatérales
| Pays           | Débuts de Relations | Notes |
| -------------- | ------------------- | --- |
| Afrique du Sud | 13 janvier 1997     | Les deux pays établissent des relations le 13 janvier 1997. - L'Afrique du Sud est accréditée auprès du Togo depuis son haut commissariat à Abidjan, en Côte d'Ivoire. - Le Togo dispose d'un haut-commissariat à Pretoria.     |
| Allemagne      | 27 avril 1960       | Les deux pays sont relations diplomatiques depuis le 27 avril 1960. - L'Allemagne dispose d'une ambassade à Lomé. - Le Togo possède d'une ambassade à Berlin.                                                                   |
| Angola         | 27 septembre 1988   | Les deux pays se tissent des relations diplomatiques le 27 septembre 1988 lorsque M. Brito Sozinho, ambassadeur d'Angola au Nigéria, présente ses lettres de créance au chef de l'État togolais, le général Gnassingbe Eyadema. |
| Belgique       | 1961                | La Belgique est accréditée au Togo par son ambassade au Bénin Le Togo a une ambassade à Bruxelles |
| Bénin          | 5 septembre 1983    | Le Bénin et le Togo formalisent leurs relations le 5 septembre 1983 quand l'ambassadeur du Bénin au Togo, Lucien Tonoukoin, remet son accréditation au président togolais, le Général Eyadema Gnassingbé.                       |
| Brésil         | 26 octobre 1962     | Le Brésil a une ambassade à Lomé et le Togo en a à Brasilia |